# Crocidura beatus
Crocidura beatus, musaraña de Mindanao, es una especie de mamífero soricomorfo de la familia Soricidae, endémica de Filipinas.
Es una especie terrestre que habita bosques primarios y secundarios y matorral con bosques próximos.
Su estatus en la Lista Roja de la UICN es de «preocupación menor» ya que su rango de distribución y sus poblaciones son amplias. Se encuentra en las islas de Biliran, Bohol, Camiguín, Leyte, Maripipi y Mindanao, sobre todo en altitudes medias.
Localmente se puede encontrar amenazada debido a la deforestación para establecer explotaciones agrícolas, industrias de madera y asentamientos humanos.